# روچر دو میدی
روچر دو میدی (به لاتین: Rocher du Midi) یک کوه در سوئیس است که در کانتون وو واقع شده‌است. روچر دو میدی ۲٬۰۹۷ متر بالاتر از سطح دریا واقع شده‌است.